# Умбракулум

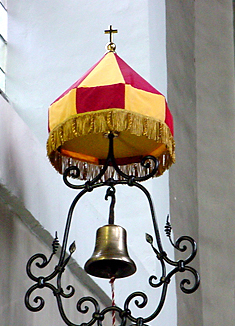
Умбракулум и тинтиннабулум как символы статуса малой базилики

Умбракулум (лат. umbraculum) — шёлковый навес с чередующимися жёлтыми и красными полосами, часть папских регалий и знаков отличия.
Умбракулум появился при папе Александре VI (1492—1503) из рода Борджиа. В это время среди итальянской аристократии было принято перемещаться на улице под навесом, и использование навеса папой римским стало символом его претензий на мирскую власть. Умбракулум носил за папой римским специальный папский дворянин.
Сейчас умбракулум составляет верхнюю часть герба кардиналов-камерленго, папских придворных со светскими функциями. Под ним находятся золотой и серебряный ключи, скрещенные Андреевским крестом, а под ними, как на гербе обычных кардиналов, — галеро, разновидность кардинальской шапки, с которой с каждой стороны на одном красном шнуре свисают по 15 красных кистей.
В период вакантного папского престола специальный герб с умбракулумом приходит на место папского герба, что означает временный переход власти к камерленго, при этом сам умбракулум сменяет папскую тиару, а красный шнур завязывается вокруг ключей.
Вместе с колокольчиком тинтиннабулумом символизирует наличие у церкви статуса малой базилики. Располагается справа от основного алтаря, при посещении церкви папой римскими раскрывается. Во время церковной процессии умбракулум носят отдельно от тинтиннабулума.

## Изображения

Образец герба папских камерленго — с пустым щитом
Символика Святого Престола в период вакантности
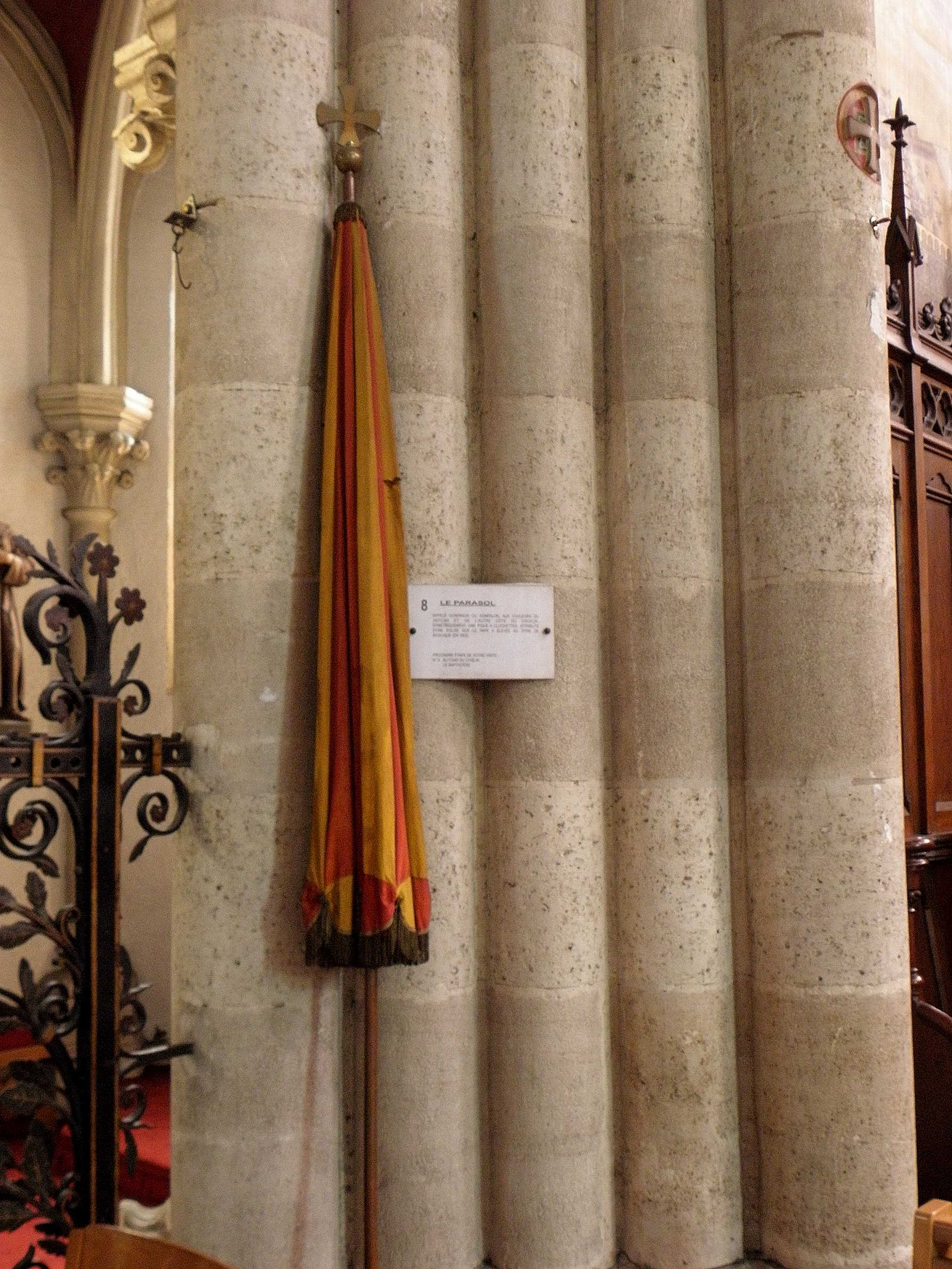
Свёрнутый умбракулум (разворачивается при визите папы римского)
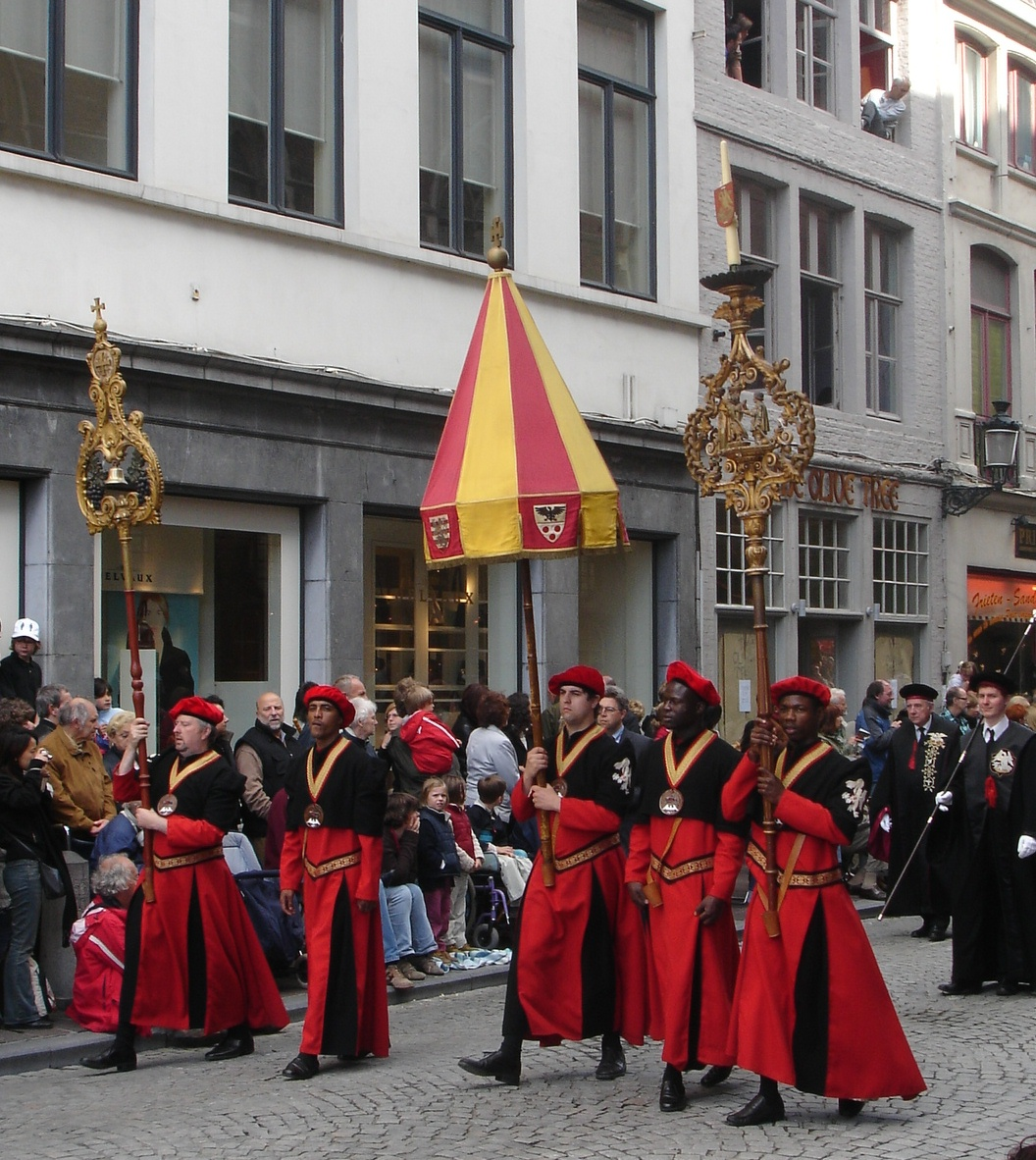
Умбракулум и тинтиннабулум во время церковной процессии